# Карловарский симфонический оркестр
Карловарский симфонический оркестр (чеш. Karlovarský symfonický orchestr) — чешский симфонический оркестр, базирующийся в городе Карловы Вары.
Основан в 1835 году Йозефом Лабицким как курортный оркестр, действовавший в течение летнего сезона. Уже в 1838 году совершил первую гастрольную поездку в Санкт-Петербург, выступал в Лондоне (1851), Польше, Германии. До 1872 г. назывался Оркестром минеральных вод (нем. Brunnenorchester), затем до Второй мировой войны Карлсбадский курортный оркестр (нем. Karlsbader Kurorchester). Сыном и преемником основателя коллектива, Августом Лабицким, оркестр был в 1874 году преобразован в действующий круглогодично. В 1894 году Лабицкий исполнил со своим оркестром Девятую симфонию Антонина Дворжака впервые на континенте (спустя полгода после мировой премьеры в Нью-Йорке и месяц после лондонского исполнения).
Первые десятилетия XX века оркестр развивался в сторону расширения репертуара, число оркестрантов дошло до 60. Расцвет коллектива в межвоенную эпоху связан с фигурой его руководителя Роберта Манцера, в годы руководства которого в репертуаре соседствовала музыка германской традиции (Рихард Вагнер, Антон Брукнер) с произведениями чешских композиторов, в качестве приглашённых дирижёров выступали Рихард Штраус (1926), Феликс Вайнгартнер, Фриц Буш, в качестве солистов — Вальтер Гизекинг, Альфредо Казелла, Энрико Майнарди, Ваша Пржигода. Манцер вышел в отставку в 1941 году, демонстративно составив программу прощального концерта из произведений Антонина Дворжака; его преемники правовернее служили культурной политике Третьего Рейха, хотя в музыкальном отношении деятельность оркестра продолжала представлять определённый интерес: так, в апреле 1942 г. в Карлсбаде состоялась премьера гимна Ганса Пфицнера «Fons salutifer» («Целительный источник»), приуроченная к открытию нового источника (дирижировал Фриц Кленер).
Ущерб коллективу нанесла как германская оккупация Чехословакии, так и последовавшее за её окончанием изгнание немцев, в результате которого оркестр лишился многих исполнителей. В дальнейшем среди исполняемых оркестром сочинений преобладал чешский национальный репертуар, первая осуществлённая оркестром запись (1966) также относилась к чешской музыке («Вариации на тему и смерть Яна Рыхлика» Отмара Махи, 1966). После разнообразных организационных неурядиц 1940-50-х гг. оркестр постепенно восстановил свои позиции, в 1958 г. с успехом проведя музыкальный фестиваль к 600-летию города.

## Руководители оркестра
- Йозеф Лабицкий (1835—1874)
- Август Лабицкий (1874—1903)
- Мартин Шпёрр (1903—1905)
- Август Пюрингер (1905—1906)
- Франц Цейшка (1906—1909)
- Роберт Манцер (1910—1941)
- Фриц Кленер (1941—1942)
- Карл Август Фогт и Йозеф Гершон (1942—1945)
- Йозеф Бартл (1945—1947)
- Ян Шефл (1947—1948)
- Карел Шейна (1948)
- Милош Конвалинка (1949—1951)
- Богумир Лишка (1951)
- Вацлав Нойман (1951—1954)
- Ярослав Готтгард (1954—1958)
- Владимир Матей (1958—1968)
- Йозеф Герцл (1968)
- Радомил Элишка (1969—1990)
- Дуглас Босток (1991—1998)
- Иржи Старек (2004—2009)
- Мартен Лебель (2009—2015)
- Ян Кучера (с 2015 г.)